# مقاطعة بارانيا (سابقا)

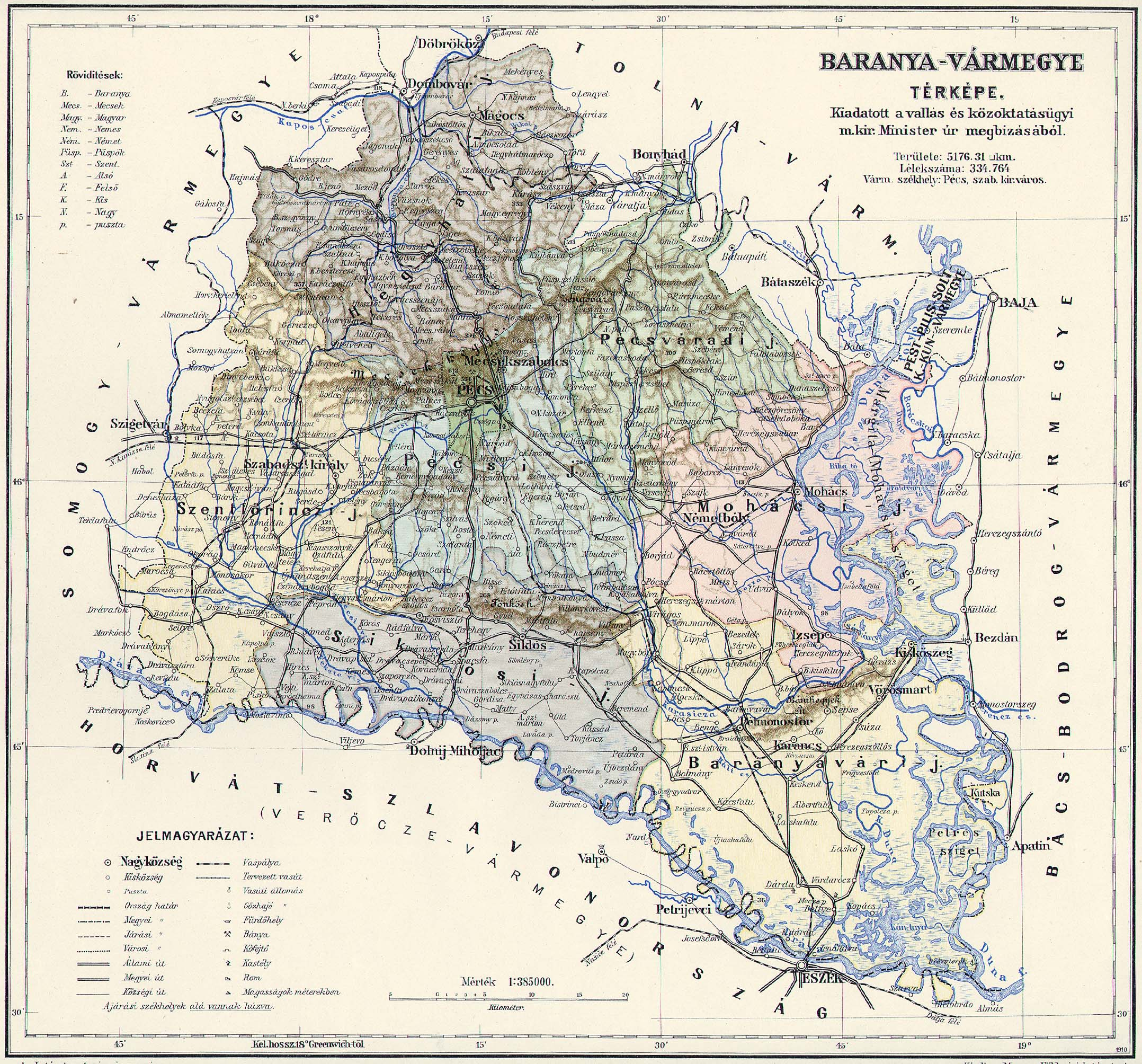
مقاطعة بارانيا في القرن العشرين

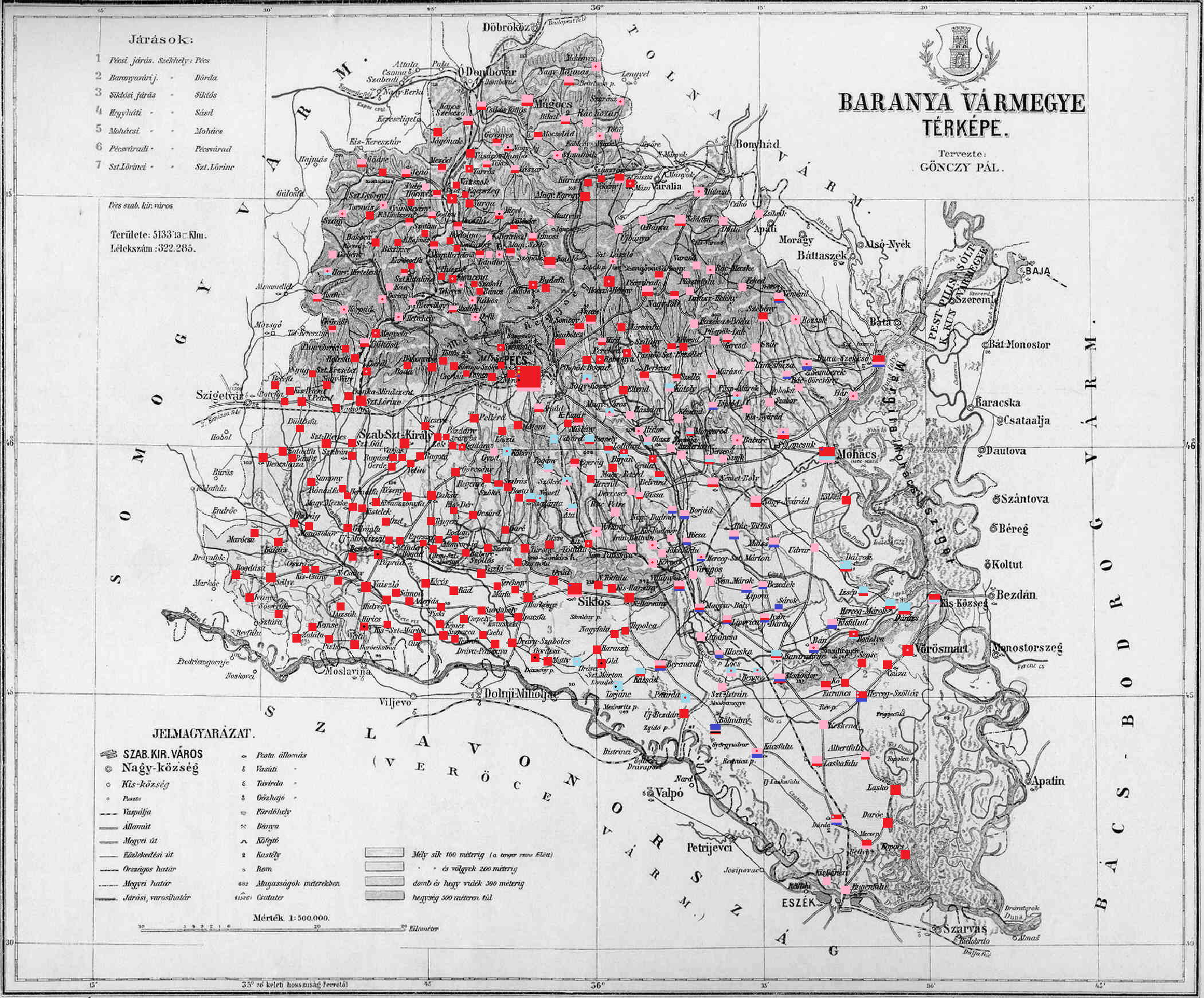
خريطة عرقية للمقاطعة مع بيانات التعداد السكاني لعام 1910 (انظر المفتاح في الوصف)

بارانيا إدارية سابقة في مملكة المجر، توزعت أراضيها حاليًا بين المجر و كرواتيا.تميزت بارانيا بتاريخ عريق، حيث خضعت لسيطرة العديد من القوى عبر العصور، من الإمبراطورية الرومانية إلى الإمبراطورية العثمانية، قبل أن تستقر تحت حكم الإمبراطورية النمساوية المجرية.عقب الحرب العالمية الأولى، تم تقسيم بارانيا بين المجر و يوغوسلافيا، فحصلت المجر على الجزء الغربي (مقاطعة بارانيا الحالية) بينما حصلت كرواتيا على الجزء الشرقي (مقاطعة أوسيجيك بارانيا).على الرغم من هذا التقسيم، حافظت مقاطعة بارانيا على إرثها الثقافي والتاريخي المشترك بين المجر وكرواتيا، لتصبح رمزًا للوحدة والترابط عبر الحدود.

## جغرافيا
تقع مقاطعة بارانيا في جنوب غرب المجر، وتشكل جزءًا من منطقة ترانسدانوبيا الجنوبية. شهدت حدودها تقلبات وتغيرات عبر التاريخ، تاركة إرثًا ثقافيًا غنيًا ومتنوعًا.
في بداية القرن العشرين، كانت بارانيا تقع على طول ضفاف نهرين هامين: نهر درافا (الشمال) ونهر الدانوب (الغرب). بلغت مساحتها آنذاك حوالي 5176 كيلومترًا مربعًا، وكانت تتشارك حدودها مع مقاطعات سوموجي (الغرب) وتولنا (الشمال) وبكس-بودروج (الشمال الشرقي) وفرسي (الشرق، وكانت جزءًا من كرواتيا-سلافونيا). تميزت بأهمية تاريخية واقتصادية كبيرة، حيث كانت موطنًا لمجموعة متنوعة من الشعوب والثقافات.
مع مرور الوقت، خضعت حدود مقاطعة بارانيا لتغييرات كبيرة. ففي أعقاب الحرب العالمية الأولى، تم تقسيمها بين المجر ويوغوسلافيا. تقع مقاطعة بارانيا الحالية بالكامل داخل المجر، وتحتفظ بجزء كبير من إرثها التاريخي والثقافي الغني.

## خلفية تاريخية
نشأت مقاطعة بارانيا كواحدة من أولى مقاطعات مملكة المجر في القرن الحادي عشر. أسس ستيفن الأول ملك المجر مقعدًا أسقفيًا هنا. في القرن الخامس عشر، كان يانوس بانونيوس أسقف بيكس. في القرن السادس عشر، غزت الإمبراطورية العثمانية بارانيا، وضمتها إلى سنجق موهاج، وهي وحدة إدارية عثمانية، ومقر الأتراك في المجر في مدينة موهاج .

## تاريخ
في نهاية القرن السابع عشر، تم الاستيلاء على بارانيا من قبل ملكية هابسبورغ ، وتم ضمها إلى مملكة هابسبورغ المجرية بعد معركة موهاج (1687) . في ظل حكم هابسبورغ، تم أخذ المستوطنين الألمان من أجزاء مختلفة من ألمانيا، والذين أطلق عليهم اسم شفابيان الدانوب .
Stifolder أو Stiffoller Shvove هي مجموعة فرعية من الروم الكاثوليك مما يسمى بـ Danube Swabians . وصل أسلافهم كاليفورنيا. 1717–1804 من Hochstift Fulda والمناطق المحيطة بها ( أبرشية الروم الكاثوليك في فولدا )، واستقروا في بارانيا.  لقد احتفظوا بلهجتهم وثقافتهم الألمانية الخاصة حتى نهاية الحرب العالمية الثانية. بعد الحرب، تم طرد غالبية سكان شفابيان الدانوب إلى ألمانيا التي يحتلها الحلفاء والنمسا التي يحتلها الحلفاء بعد اتفاقية بوتسدام .  عدد قليل فقط من الناس يمكنهم التحدث بلهجة Stiffolerisch Schvovish القديمة. كما تم تسمية السلامي على اسم هؤلاء الأشخاص. 
في عام 1918، استولت القوات الصربية على بارانيا بأكملها وأدارتها مملكة الصرب والكروات والسلوفينيين المنشأة حديثًا، ولكن باعتبارها جمهورية ، انظر: جمهورية بارانيا-باجا .
بموجب معاهدة تريانون لعام 1920، تم تقسيم أراضي المقاطعة بين مملكة الصرب والكروات والسلوفينيين (التي أعيدت تسميتها إلى يوغوسلافيا في عام 1929) والمجر. أُسند الجزء الجنوبي الشرقي من المقاطعة إلى مملكة الصرب والكروات والسلوفينيين، بينما أُسند الباقي إلى المجر.
تم احتلال الجزء اليوغوسلافي السابق من مقاطعة ما قبل عام 1920 وضمه من قبل المجر خلال الحرب العالمية الثانية وتم استعادة حدود مقاطعة بارانيا قبل عام 1920 في عام 1941. تمت استعادة حدود ما بعد عام 1920 مرة أخرى بعد الحرب العالمية الثانية وتم تقليص أراضي المقاطعة مرة أخرى.
حتى نهاية الحرب العالمية الثانية، كان السكان جميعهم من سكان شفابيان الدانوب الكاثوليك، والمعروفين أيضًا محليًا باسم ستيفولدر ، لأن غالبية أسلافهم وصلوا في القرنين السابع عشر والثامن عشر من فولدا (منطقة) .  تم طرد معظم المستوطنين الألمان السابقين إلى ألمانيا التي يحتلها الحلفاء والنمسا التي يحتلها الحلفاء في 1945-1948، نتيجة لاتفاقية بوتسدام .  على أية حال، يعيش اليوم عدد كبير من الأقلية الألمانية من المجر في بارانيا.
منذ عام 1991، عندما استقلت كرواتيا عن يوغوسلافيا ، أصبح الجزء اليوغوسلافي من مقاطعة بارانيا قبل عام 1920 جزءًا من كرواتيا. بين عامي 1991 و1995 كانت تحت احتلال المتمردين الصرب الكرواتيين ، بينما من عام 1995 حتى عام 1998 قامت الأمم المتحدة بإدارة تلك المنطقة ( إدارة الأمم المتحدة الانتقالية في سلافونيا الشرقية وبارانيا وسيرميوم الغربية ) كهيئة انتقالية. في العصر الحديث توجد أقلية مجرية وصربية في بارانيا الكرواتية وأقلية كرواتية في بارانيا المجرية. أقلية الغجر موجودة في كلا الجزأين، بالإضافة إلى الألمان (على الأغلب حتى عام 1945). اليوم، تشمل مقاطعة بارانيا المجرية الحالية أيضًا بعض الأراضي في الغرب التي لم تكن جزءًا من مقاطعة بارانيا التاريخية (بعد الحرب العالمية الثانية، تم نقل معظم منطقة سيجيتفار - التي كانت في السابق جزءًا من مقاطعة سوموجي - وبعض المحليات الأخرى إلى بارانيا مقاطعة).

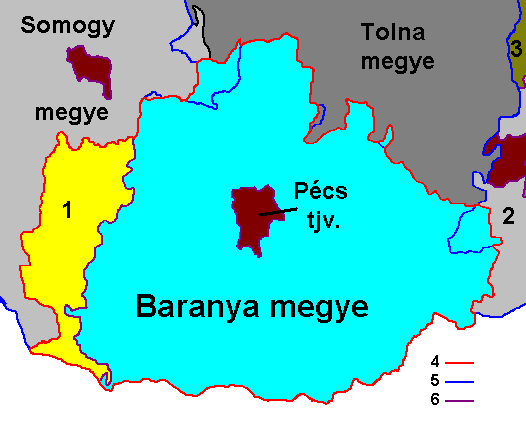
تشكيل مقاطعة بارانيا الحديثة. (1) الأراضي المخصصة من مقاطعة سوموجي إلى مقاطعة بارانيا في عام 1950.

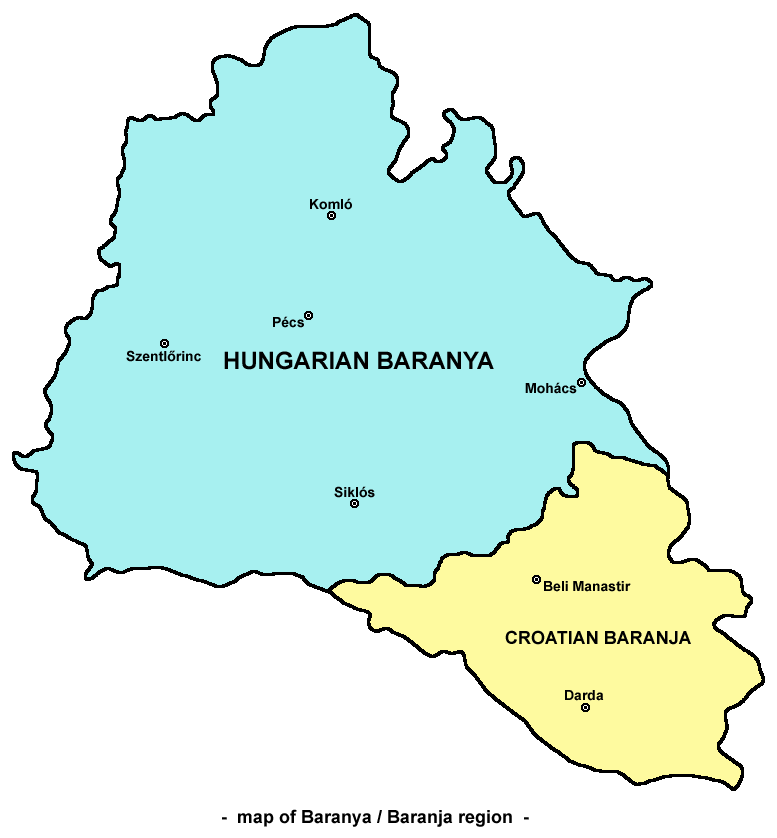